# 超選四輪驅動

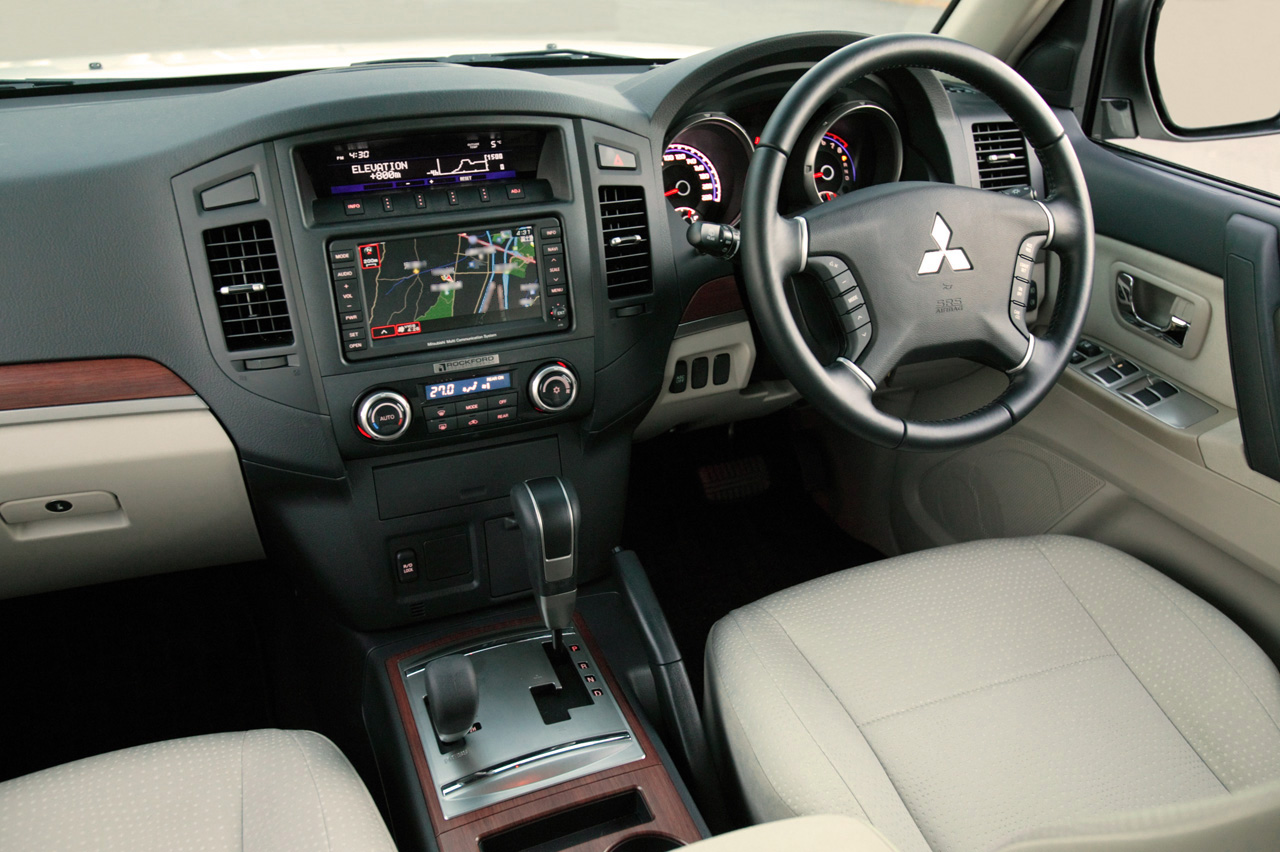
2007年式三菱Pajero內裝照，超選四驅換檔桿位於INVECS排檔桿左側

超選四輪驅動（（英文）Super Select 4WD / （日語）スーパーセレクト4WD）為日本三菱汽車1990年代所發展的四輪驅動系統。

## 概要
起初稱為「Active-Trac」，後來才改成此名稱，除了北美洲市場以外全世界皆有使用。當時4WD系統的主流是分時四驅（加力箱及副變速箱），同時搭載中央差速器與黏性耦合差速器，可以從車內選擇控制所有驅動方式。當車輛停止時將操縱桿切入所需之模式，走出車外調整鎖定輪轂以切換驅動模式。此套系統與市場上其他分時四驅系統的顯著差異在於，它在高速及低速傳動範圍提供更多驅動模式，總共有四種：2H、4H、4HLc及4LLc。在早期推出的車型上，甚至還有加力箱的空檔可供選擇。
第二代超選四輪驅動（（英文）Super Select 4WD II / （日語）スーパーセレクト4WD II）首見於1999年上市的第三代三菱Pajero，簡稱「SS4-II」。從第一代的機械式改成電子式，而且4H模式下前後輪的扭力分配不再是50:50，而是33:67。前輪的扭力減少之後，轉向不足的缺點獲得改善，使得駕駛人更能掌握行駛方向。

## 驅動模式
超選四輪驅動一共有四種模式，其中H代表High，L代表Low，Lc代表Lock。2H、4H、4HLc等三種模式可於行駛中切換，但4LLc則必須停止車輛才可切換。
- 2H（高速後驅）：使用於一般鋪裝道路，行駛時平順、省油。
- 4H（高速四驅）：此時車輛為全時四驅狀態，使用於濕滑路面、碎石子路面或山路，前後軸扭力在50:50或33:67之間自動調節，具有牽引力和轉向操控。
- 4HLc（高速四驅鎖止中央差速器）：中央差速器鎖止，前後軸扭力固定於50:50或33:67，適用於非鋪裝道路、沙地或泥濘地，前後輪恆定輸出。
- 4LLc（低速四驅鎖止中央差速器）：加力箱轉到低速檔位，透過齒輪減速機構將扭力放大1.9倍後輸出，適用於越野爬坡、脫困、深雪、極度泥濘等惡劣狀況。

## 優缺點比較

### 優點
相較於分時四驅系統，駕駛人必須時時刻刻對路面做出判斷，然後停車切換2WD或4WD，增加操作上的麻煩。況且其前後輪沒有轉速差，故4WD模式無法使用在鋪裝路面上。SS4-II同時可兼顧鋪裝和非鋪裝道路，且4WD模式下鎖止中央差速器，越野能力等同於分時四驅系統。
對照適時四驅系統，傳遞動力的中央差速器不管採用多片離合式或黏性耦合式，一旦因為過熱等原因而失效，整輛車便失去四驅能力。可是SS4-II的黏性耦合式中央差速器並不直接傳遞動力，萬一失效只是失去限滑的功能，變成普通的全時四驅模式而已。
對比全時四驅系統，全時四驅車在鋪裝道路可以提升操控穩定性，在越野路面則需要防滑系統輔助，否則對角線前後輪一旦出現打滑，則車輛寸步難行，因此全時四驅系統皆有配備限滑裝置或差速鎖。SS4-II的4H模式可發揮限滑功能，使用4HLc模式應付更高難度的越野路況時，純機械的前後輪連接更加可靠。

### 缺點
SS4-II先天不足之處在於特殊的電子控制黏性耦合式中央差速器，平時應付一般路況沒有問題，但倘若長時間行駛於極端路況，其可靠度比不上傳統的機械齒輪加力箱。

## 超選四輪驅動-i
這套「超選四輪驅動-i」（Super Select 4WD-i，縮寫成「SS4-i」）脫胎自前述的超選四輪驅動，1998年6月15日隨著三菱Pajero iO上市而問世。由於沒有中央差速器連接到後輪，完全處於前置後驅的狀態，故依機械結構分類屬於分時四驅。該系統提供2H、4H、4HLc及4LLc等四種驅動模式：2H是標準的後輪驅動模式，引擎輸出的動力傳達至後輪軸。車子的右前傳動差速器設置以真空泵控制的離合器，2H模式時將同步差速器自旋轉中的前中央傳動軸上分離而切斷前輪的動力。車輛行進間且車速未達100km/h可隨時從2H切入4H模式，適合在濕滑路面上高速行車時使用。當前後輪速差距過大時，可透過黏性耦合差速器（（英文）Viscous coupling unit）的摩擦作用逐漸將扭力傳向前輪軸，最大可達50%的比例。當車輛在4H模式且車速未達100km/h時，亦可將傳動系統切入4HLc模式，此時系統將鎖定輪轂直接與後輪傳動軸鎖定，透過一無聲鍊條將動力傳遞到前輪傳動軸，保持前後軸固定的扭力輸出比。至於4LLc模式與4HLc模式的差別，後者使用標準的終傳齒輪，但前者則改用一個只有1.548比值的終傳齒輪來傳遞動力，可提供更充裕的扭力輸出，但只適用於極低速行駛。後來在2000年時除了原有之黏性耦合差速器，原廠也推出可讓消費者加價選購的螺旋齒輪式差速器，擁有更為平順的接合特性。

## 外部連結
- U-CAR專題：不只傳奇，且是頂尖－改變你的LSUV觀點Mitsubishi Pajero （页面存档备份，存于）